# VI Premis Turia
Els VI Premis Turia foren concedits el juliol de 1997 per la revista valenciana Cartelera Turia amb la intenció de guardonar les persones i col·lectius que haguessen destacat l'any anterior en qualsevol de les categories i seccions que cobria la revista: cinema (pel·lícula espanyola i estrangera, actor i actriu), teatre, arts plàstiques, literatura, gastronomia, mitjans de comunicació, esports, música, literatura, actriu i pel·lícula porno. La llista de guanyadors era escollida per l'equip de redactors i col·laboradors de la revista.
El premi consistia en una estàtua que imitava la que sortia a la mítica pel·lícula El falcó maltès (1950) de John Huston.

## Guardons
Els guanyadors de l'edició foren:
| Categoria                                     | Premiat                                             | Labor premiada                         |
| --------------------------------------------- | --------------------------------------------------- | -------------------------------------- |
| Millor Pel·lícula Espanyola                   | Tierra                                              | Julio Medem                            |
| Millor Pel·lícula Espanyola                   | El techo del mundo                                  | Felipe Vega                            |
| Millor Pel·lícula Estrangera                  | To Vlemma tu Odissea                                | Theo Angelopoulos                      |
| Millor Opera Prima                            | La buena vida                                       | David Trueba                           |
| Millor Opera Prima                            | Hola, ¿estás sola?                                  | Icíar Bollaín                          |
| Premi Noves Realitzadores                     | El último viaje de Robert Rylands                   | Gracia Querejeta                       |
| Premi Especial Turia                          | Asaltar los cielos                                  | José Luis López-Linares i Javier Rioyo |
| Millor Actor                                  | Santiago Ramos                                      | El techo del mundo                     |
| Millor Actriu                                 | Silke                                               | Tierra                                 |
| Premi Especial de Cinema                      | Cinemes Albatros                                    | 10è Aniversari                         |
| Menció Especial de Cinema                     | Asociación de Directores de Cine Valencianos (ADCV) |                                        |
| Millor contribució teatral                    | Charo López                                         | Tengamos el sexo en paz                |
| Millor muntatge teatral valencià              | Companyia Teatre Micalet                            | Ballant, ballant                       |
| Millor muntatge teatral no valencià           | Ubú, president                                      | Els Joglars                            |
| Menció especial teatre                        | Els Comediants                                      | 25è Aniversari                         |
| Millor contribució dansa                      | Nacho Duato                                         |                                        |
| Millor contribució gastronòmica               | Restaurant Oligarium de Xàbia                       | -                                      |
| Millor contribució als mitjans de comunicació | Roman Gubern                                        |                                        |
| Millor contribució literària                  | Josep Piera                                         | Seduccions de Marraqueix               |
| Premi Especial Literatura                     | Pepe Carvalho                                       | 25è Aniversari                         |
| Millor programa de televisió                  | Colp d'ull                                          |                                        |
| Premi Especial Periodisme                     | Eduardo Haro Tecglen                                |                                        |
| Millor contribució esportiva                  | Natàlia Morskova                                    |                                        |
| Millor contribució musical                    | Luis Eduardo Aute                                   |                                        |
| Millor contribució a les arts plàstiques      | Anzo                                                |                                        |
| Millor contribució cívica                     | Metges sense Fronteres                              |                                        |
| Millor contribució social                     | CCOO i UGT                                          |                                        |
| Millor pel·lícula porno «El rincón del piu»   | C.P.K                                               | Mario Salieri                          |
| Millor Actriu Porno Europea                   | Sabina                                              | -                                      |
| Premi Huevo de Colón                          | Caiga Quien Caiga                                   |                                        |

## Premi per votació dels lectors
| Categoria                    | Pel·lícula                   | Director        |
| ---------------------------- | ---------------------------- | --------------- |
| Millor pel·lícula espanyola  | Coses que no et vaig dir mai | Isabel Coixet   |
| Millor pel·lícula estrangera | Profundo carmesí             | Arturo Ripstein |